# 앨릭스 옥슬레이드체임벌린
앨릭샌더 마크 데이비드 "앨릭스" 옥슬레이드-체임벌린(영어: Alexander Mark David "Alex" Oxlade-Chamberlain, 1993년 8월 15일 ~ )은 잉글랜드의 프로 축구 선수로, 현재 튀르키예 쉬페르리그의 베식타시에서 뛰고 있다. 포지션은 윙어이다.

## 클럽 경력

### 사우샘프턴
옥슬레이드체임벌린은 포츠머스에서 태어나 7살에 사우샘프턴의 유소년 클럽에 가입하였고, 그로부터 10년 후인 2010년 프로 무대에 나섰다. 2010년 3월 2일, 그는 허더스필드 타운과의 경기에서 교체 출전하며 데뷔전을 치렀다. 그때 그의 나이는 16살 199일로, 사우샘프턴에서 시오 월컷에 이어 두 번째로 어린 나이에 출전한 선수가 되었다. 2010-11 시즌의 초반이었던 2010년 8월 10일, 옥슬레이드체임벌린은 본머스와의 리그 컵 경기에서 처음으로 선발로 출전하였다. 이 경기에서 그는 팀의 두 번째 골을 넣었고, 이 골은 그의 프로 데뷔골이었다.
17번째 생일이 얼마 지나지 않았던 2010년 8월 20일, 옥슬레이드체임벌린은 첫 프로 계약을 맺었다. 계약 기간은 3년이었다. 그의 첫 리그 선발 출전은 2010년 9월 4일, 로치데일과의 홈 경기였는데, 0-2로 패배하였다. 리그 첫 골은 2010년 10월 23일, 올덤 애슬레틱을 2-1로 이긴 경기였고, 두 번째 골은 2010년 11월 2일, 대거넘 앤 레드브리지를 4-0으로 꺾은 경기였다. 이 경기 후 그는 생에 최초로 MVP로 선정되었다.
옥슬레이드체임벌린은 10골로 시즌을 마감하였고, 2010-11 시즌 PFA 리그 1 올해의 팀에 이름을 올렸다. 이후 그는 여러 클럽의 이적 물망에 올랐고, 6월 그의 아버지인 마크 체임벌린이 아스널에 대한 언급을 하였다.

### 아스널
사우샘프턴의 2011-12 시즌은 8월 6일 이미 시작된 상황에서 8월 8일 아스널은 옥슬레이드체임벌린과 계약했다고 공식 발표하였다. 어떠한 클럽도 자세한 계약에 대한 내용을 밝히진 않았지만, 언론사들은 이적료가 1200만 파운드 내외로, 1500만 파운드까지 올라갈 수 있다고 추측하였다.
그는 2011년 8월 28일 맨체스터 유나이티드전에서 62분 교체 투입되며 데뷔전을 치렀으나, 아스널은 8-2로 대패를 당하였다.

### 리버풀
2017년 여름 체임벌린은 이적료 £35M에 아스널에서 리버풀로 이적하였다.

### 베식타시
2023년 8월 14일, 리버풀과 계약 만료 후 쉬페르리그의 베식타시와 3년 계약을 맺고 입단했다.

## 국가대표 경력
2010년 11월 16일, 옥슬레이드체임벌린은 폴란드와의 경기를 앞둔 잉글랜드 U-18 대표팀에 소집되었다. 이 경기에서 옥슬레이드체임벌린은 선제골을 기록하였고, 잉글랜드는 3-0으로 승리하였다. 2011년 2월 8일에는 독일전을 앞둔 잉글랜드 U-19 대표팀에 소집되었다. 그러나 같은 날 이탈리아전을 앞둔 21세 이하 대표팀에 소집되었다. 이 경기 60분에 그는 헨리 랜즈버리와 교체되어 데뷔전을 치렀다.

## 수상 경력

### 클럽
아스날 FC
- FA컵 : 우승 (2013-14, 2014-15, 2016-17)
- FA 커뮤니티 실드 : 우승 (2014, 2015, 2017)

리버풀 FC
- 프리미어리그 : 우승 (2019-20)
- FA컵 : 우승 (2021-22)
- EFL컵 : 우승 (2021-22)
- FA 커뮤니티 실드 : 우승 (2022)
- UEFA 챔피언스리그 : 우승 (2018-19)
- UEFA 슈퍼컵 : 우승 (2019)
- FIFA 클럽 월드컵 : 우승 (2019)

### 개인
- PFA 올해의 팀: 2010-11